# キーシュ航空
キーシュ航空（ペルシア語: کیش ایر）はイラン・テヘランに本拠をおく航空会社。国際線・国内線の定期運便およびチャーター便を運航している。拠点空港はテヘラン・メヘラーバード国際空港。

## 沿革
キーシュ航空は1986年12月16日設立、同年中に運航を開始した。出資元はキーシュ自由貿易地域機構（79%）、キーシュ投資開発（11%）、キーシュ開発サービス（10%）となっている。2007年3月現在の従業員数は303人。
キーシュ航空は、仮運航免許の交付後、旅客運航開始のためにブルガリア航空からツポレフTu-134およびアントノフAn-24の2機をウェットリース。これによる運航実績を民間航空当局に証明し1990年、航空運送事業許可（AOC）を取得。イランにおいてはじめてAOCを取得する民営航空会社となった。このときキーシュ航空はブルガリア航空からのウェットリース機材を返却し、ロシアのリース会社からツポレフTu-154 MSを3機ウェットリースしている。さらに同じくロシアからヤコヴレフYak-42Dの2機のウェットリースも行っている。
1992年末、キーシュ航空は破産寸前に陥り、経営陣のほとんどが交代し、新経営陣は現在に至るまで良好に経営を続けている。1999年には充分な財務力が保障されたことから、ウェットリース機材をドライリース機材および自社購入機材への置き換えを決定。これに伴い必要な乗務員、整備士を雇用・訓練し、1年以内に2機のドライリース機材ツポレフTu-154および1機の購入機材による運航を実現している。現在、キーシュ航空は国内線および国際線で、中型機マクドネル・ダグラスMD-83およびツポレフTu-154Mを6機、小型機フォッカー50を6機運航している。
キーシュ航空は、その名を冠する英語学校と密接な関係がある。この英語学校はイラン主要都市で運営され、専門的で好意的な評価を受けている学校である。当初はキーシュ航空従業員のための教室として設置されたが、質の高い英語教育により需要が著しく増加し一般に公開されたものである。この学校がキーシュ航空の所有から離れたのはかなり以前であるが、名称は変更されておらず、またキーシュ航空のパイロットと客室乗務員も言語学習のためにこの学校に派遣されている。

## 就航都市
キーシュ航空は下記の諸都市へ就航している。
| キーシュ航空の路線網 | キーシュ航空の路線網 | キーシュ航空の路線網                 | キーシュ航空の路線網 | キーシュ航空の路線網 |
| -------------------- | -------------------- | ------------------------------------ | -------------------- | -------------------- |
| 国                   | 都市                 | 空港                                 | 注記                 |                      |
| ヨーロッパ           |                      |                                      |                      |                      |
| ブルガリア           | ヴァルナ             | ヴァルナ国際空港                     |                      |                      |
| 中東                 |                      |                                      |                      |                      |
| アラブ首長国連邦     | アブーダビー         | アブーダビー国際空港                 |                      |                      |
| アラブ首長国連邦     | シャールジャ         | シャールジャ国際空港                 |                      |                      |
| アラブ首長国連邦     | ドバイ               | ドバイ国際空港                       |                      |                      |
| イラン               | アーバーダーン       | アーバーダーン空港                   |                      |                      |
| イラン               | アサールーイェ       | アサールーイェ空港                   |                      |                      |
| イラン               | アフヴァーズ         | アフヴァーズ空港                     |                      |                      |
| イラン               | エスファハーン       | シャヒード・ベヘシュティー空港       |                      |                      |
| イラン               | キーシュ島           | キーシュ空港                         |                      |                      |
| イラン               | ゲシュム島           | ゲシュム空港                         |                      |                      |
| イラン               | シーラーズ           | シャヒード・ダシュトガーエブ国際空港 |                      |                      |
| イラン               | シャフレ・コルド     | シャフレ・コルド空港                 |                      |                      |
| イラン               | タブリーズ           | タブリーズ国際空港                   |                      |                      |
| イラン               | テヘラン             | エマーム・ホメイニー国際空港         | 国際線ハブ           |                      |
| イラン               | テヘラン             | メヘラーバード国際空港               | 国内線ハブ           |                      |
| イラン               | ハマダーン           | ハマダーン空港                       |                      |                      |
| イラン               | バンダレ・アッバース | バンダレ・アッバース国際空港         |                      |                      |
| イラン               | マーフシャフル       | マーフシャフル空港                   |                      |                      |
| イラン               | マシュハド           | マシュハド国際空港                   |                      |                      |
| オマーン             | マスカット           | マスカット国際空港                   |                      |                      |
| シリア               | ダマスカス           | ダマスカス国際空港                   |                      |                      |
| トルコ               | イスタンブール       | アタテュルク国際空港                 |                      |                      |

## 運航機材
キーシュ航空の運航する機材は2021年8月現在以下の通り。
- 2007年8月にはほかに4機のマクドネル・ダグラス MD-83を運航していた[3]。

## 註
1. ↑  Airline Codes
2. 1 2 3  “Directory: World Airlines”. Flight International:  p. 101. (2007年4月3日)
3. ↑  “Directory: World Airlines”. Flight International. (2006年10月3日)